# 西胡德省
西胡德省（阿拉伯语：‎）是毛里塔尼亞南部的一個省份，南臨馬里。面積53,400平方公里，2000年估計人口212,156人。首府阿尤恩阿特魯斯。
下分4區。
1. ↑  . hdi.globaldatalab.org.   [2018-09-13] （英语）.